# Salut Salon (quatuor)
 (avril 2014).

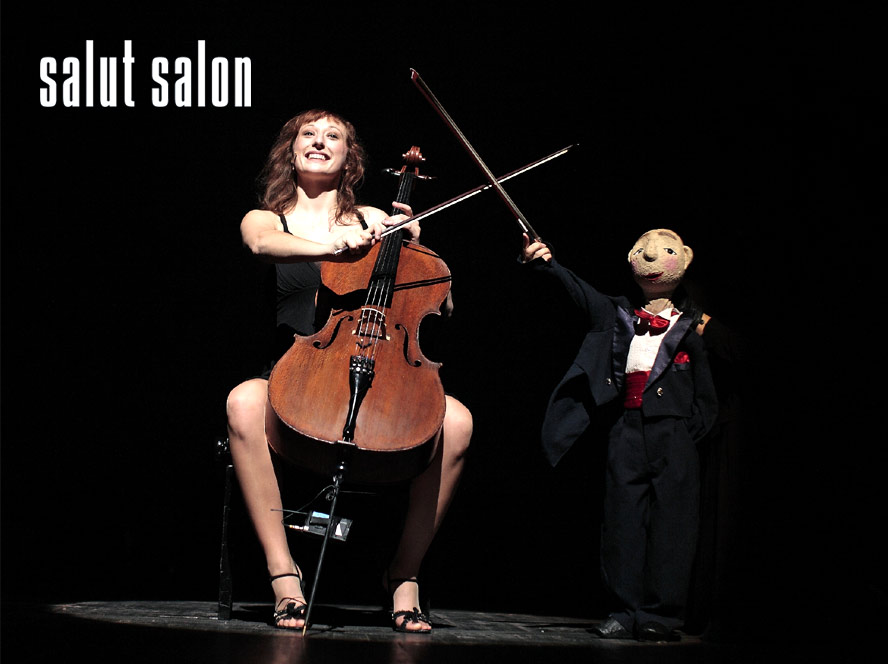
Sonja Lena Schmid croise l'archet avec la marionnette Oskar, un avatar du puppenspiel (octobre 2011).

Salut Salon est un quatuor féminin créé à Hambourg (Allemagne) en 2000 par deux amies d'enfance, Angelika Bachmann et Iris Siegfried (violonistes), associées à Sonja Lena Schmid (violoncelle) remplacée par
Anna-Lena Perenthaler, (violoncelle) et Anne-Monika von Twardowski (piano) remplacée par Olga Shkrygunova, (piano). 
Les quatre musiciennes présentent un répertoire divers : classique, airs populaires, airs de chansons, jazz, pop, bruitages, emploi d'une marionnette...
Le nom du quatuor a été choisi à l'occasion du 90e anniversaire du Salon littéraire et musical de Hambourg-Eppendorf ; il évoque aussi l'œuvre connue d'Edward Elgar, Salut d'Amour, un des premiers morceaux de bravoure du quatuor.

## Un film documentaire d'Arte

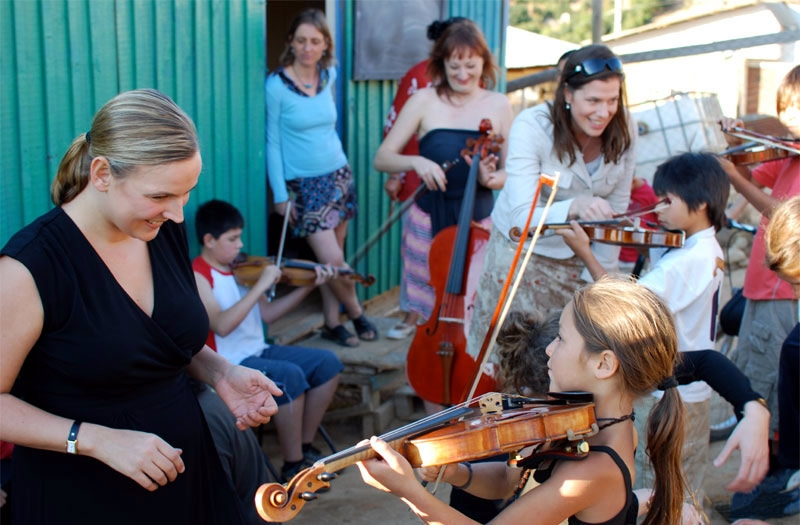
En octobre 2011, à Viña del Mar (Chili), dans le cadre du projet Escuela Popular de Artes soutenu par la grande organisation caritative "Kindernothilfe", Salut Salon initie à la musique des enfants du quartier déshérité d'Achupallas

Salut Salon – Lady-Power im Quartett de Ralf Pleger (2011) montre la diversité du répertoire du quatuor, qui enchaîne un tango d'Astor Piazzolla, une ballade de Mendelsohn, le générique  de la série policière Tatort... Et aussi d'étonnants bruitages : os broyés par une sorcière dans un mortier – ou un concert d'oiseaux inspiré des "Quatre Saisons" de Vivaldi, dissonant (mais rythmé par l'appel du coucou émanant du violoncelle), brutalement interrompu par un pizzicato de violon sec comme un coup de carabine.

## Les actions sociales de Salut Salon
En Allemagne et à l'étranger, le quatuor participe à des actions en faveur des enfants et adolescents.

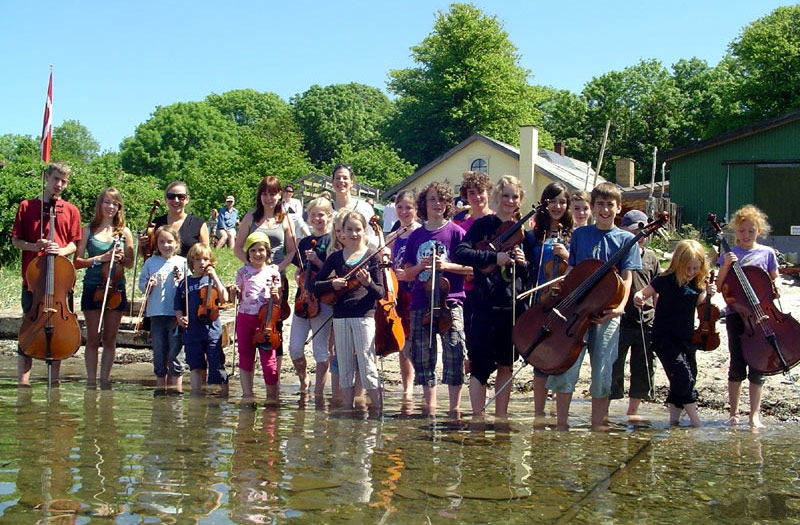
Avec l'orchestre de jeunes "Coole Streicher", instruments en main et pieds dans l'eau sur Ochseninsel

Les cours de musique "The Young ClassX", patronnés par Salut Salon, sont sponsorisés par la grande firme de vente par correspondance Otto Group et ont reçu le Kulturmarken-Award 2012.